# Anna Świątczak
Anna Katarzyna Magdalena Żeńca, z domu Świątczak primo voto Wiśniewska, występująca również jako Aniqa (ur. 30 marca 1977 w Katowicach) – polska piosenkarka i prezenterka telewizyjna.W latach 2003–2010 i 2020–2024 wokalistka zespołu Ich Troje,od 2021 wokalistka i liderka zespołu ANKA. 

## Życiorys
Jest córką Ewy i Tadeusza Świątczaków, emerytowanych milicjantów. Ma dwie siostry: Magdalenę (ur. 1981) i Katarzynę (ur. 1982). Uczęszczała do liceum im. Adama Mickiewicza w Lublińcu. Przez osiem lat uczyła się w podstawowej szkole muzycznej, następnie w Szkole Muzyki Rozrywkowej i Jazzu I i II st. im. Krzysztofa Komedy w Warszawie.
Zadebiutowała w 1992 w Zielonej Górze na kontynuacji Festiwalu Piosenki Radzieckiej – „Słowiańskim Bazarze”, gdzie zaśpiewała z zespołem Wiolinki, a rok później razem z koleżankami założyła punkrockowy zespół Kurki Z Jednej Dziórki. W 1995 wygrała odcinek programu Szansa na sukces z piosenką „Pamiętasz była jesień” Sławy Przybylskiej, a następnie została laureatką całej edycji programu podczas koncertu finałowego w Sali Kongresowej w Warszawie. W 1996 zdobyła nagrodę telewidzów w konkursie „Debiuty” na 33. Krajowym Festiwalu Piosenki Polskiej w Opolu. Śpiewała w chórkach w programie Jaka to melodia? w TVP1. Nagrała chórki do utworów wydanych na płytach Andrzeja Piasecznego, Natalii Kukulskiej, Kai Paschalskiej i Sylwii Wiśniewskiej.
W 2003 została wokalistką zespołu Ich Troje, z którym nagrała trzy albumy studyjne: 6-ty ostatni przystanek (2004), 7 grzechów głównych (2006) i Ósmy obcy pasażer (2008), a w 2006 reprezentowała Polskę z utworem „Follow My Heart” w 51. Konkursie Piosenki Eurowizji, zaś w październiku 2009 odbyła trasę koncertową do USA i Kanady. W 2010 odeszła z zespołu.
9 października 2009 wydała swój pierwszy album solowy pt. Aniqa. Wiosną 2010 w parze z Mariuszem Pudzianowskim zajęła drugie miejsce w finale programu rozrywkowego Tylko nas dwoje w Polsacie. 29 maja 2010 wystąpiła z piosenką „Ich dwoje” w koncercie Trendy w ramach festiwalu TOPtrendy, na którym zdobyła nagrodę internautów.
W 2016 wzięła udział w koncercie z okazji 20-lecia zespołu Ich Troje w Katowicach oraz wydała album pt. Mińska LIFE, który nagrała ze Społecznością Chrześcijańska Południe. W 2017 została prowadzącą religijny talk-show Punkt zwrotny w telewizji TBN Polska i wydała album pt. #Pierwszy. Użyczyła głosu Pół-Wyroczni w polskiej wersji językowego filmu animowanego Książę Czaruś (2018). 8 września 2018 wystąpiła gościnnie w koncercie jubileuszowym Michała Wiśniewskiego. Od marca 2020 do grudnia 2024 ponownie była wokalistką zespołu Ich Troje, z którym wydała album Projekt X (2022).
Wspólnie z Piotrem Aleksandrowiczem i Robertem Kurpiszem założyła formację Anka, która zadebiutowała w listopadzie 2021 singlem „Nad płonącą rzeką”. W lutym 2022 wydali singel „Z każdą chwilą złą”, który zajął 2. miejsce w konkursie „Premiery” na 59. KFPP w Opolu. W maju tego samego roku ukazał się singiel „Od nowa”, w którym gościnnie wystąpiła Mandaryna, a w październiku ballada „Nie przekreślaj mnie”. W listopadzie 2022 ukazała się debiutancka płyta zespołu nazwana po prostu Anka. W grudniu 2023 został wydany singiel „Najkrótszy”, który Świątczak nagrała z córkami, Etiennette i Vivienne. W listopadzie 2024 miała premierę druga płyta zespołu pt. Szósty zmysł, którą promowały single: „Grzech”, „Perfekcyjna”, „Nowa Era”, „Światło” i „Idiotka”.

## Życie prywatne
29 lipca 2006 poślubiła piosenkarza Michała Wiśniewskiego w jego posiadłości w Magdalence. 10 marca 2007 wzięli drugi ślub w kapliczce Little Church w Las Vegas. Mają dwie córki Etiennette Annę (ur. 17 września 2006) i Vivienne Viennę (ur. 2 lutego 2008). W 2011 rozwiedli się. W 2012 wyszła za perkusistę Michała Żeńcę.
W 2014 wstąpiła do wspólnoty Społeczność Chrześcijańska Południe i publicznie opowiada o swoich doświadczeniach z religią.

## Dyskografia
Albumy
| Rok  | Dane dot. albumu                                                                                  | Pozycja na liście |
| Rok  | Dane dot. albumu                                                                                  | POL               |
| ---- | ------------------------------------------------------------------------------------------------- | ----------------- |
| 2009 | Aniqa - Data: 9 października 2009 - Wydawca: Songood House Studio - Format: CD, digital download  | –                 |
| 2022 | Anka - Data: 18 listopada 2022 - Wydawca: Agora - Format: CD, digital download                    | 49                |
| 2024 | Szósty zmysł - Data: 15 listopada 2024 - Wydawca: Agora - Format: CD, digital download, streaming | –                 |

Single
| Rok  | Singiel                                                        | Album        |
| ---- | -------------------------------------------------------------- | ------------ |
| 2009 | „Godziny”                                                      | Aniqa        |
| 2009 | „You Made My Day”                                              | Aniqa        |
| 2009 | „A Man Like You”                                               | Aniqa        |
| 2010 | „Ich dwoje”                                                    | –            |
| 2010 | „Serce nie sługa”                                              | –            |
| 2011 | „Odkochanie”                                                   | –            |
| 2021 | „Zwrotnik Raka”                                                | –            |
| 2021 | „Nad płonącą rzeką”                                            | Anka         |
| 2022 | „Z każdą chwilą złą”                                           | Anka         |
| 2022 | „Od nowa” feat. Mandaryna                                      | Anka         |
| 2022 | „Nie przekreślaj mnie”                                         | Anka         |
| 2023 | „Grzech”                                                       | Szósty zmysł |
| 2023 | „Perfekcyjna”                                                  | Szósty zmysł |
| 2023 | „Najkrótszy” feat. Etiennette Wiśniewska i Vivienne Wiśniewska | –            |
| 2024 | „Nowa Era”                                                     | Szósty zmysł |
| 2024 | „Światło”                                                      | Szósty zmysł |
| 2024 | „Idiotka”                                                      | Szósty zmysł |
| 2025 | „Królowa balu”                                                 | Szósty zmysł |
| 2025 | „Sama”                                                         | Szósty zmysł |

Teledyski
| Rok  | Klip                   | Reżyseria                      |
| ---- | ---------------------- | ------------------------------ |
| 2009 | „A Man Like You”       | Benjamin Trochtermann          |
| 2021 | "Nad płonącą rzeką"    | Paweł Pilipienko               |
| 2022 | "Z każdą chwilą złą"   | Paweł Pilipienko               |
| 2022 | "Od nowa"              | Paweł Pilipienko               |
| 2022 | "Nie przekreślaj mnie" | Paweł Pilipienko               |
| 2023 | "Grzech"               | Szymon Gosławski               |
| 2023 | "Najkrótszy"           | Szymon Gosławski               |
| 2024 | „Nowa Era”             | Szymon Gosławski               |
| 2024 | „Światło”              | Szymon Gosławski               |
| 2024 | „Idiotka”              | Paweł Pilipienko Faster Median |
| 2025 | „Królowa balu”         | Paweł Pilipienko Faster Median |
| 2025 | „Sama”                 | Paweł Pilipienko Faster Median |

## Nagrody i nominacje
| Rok  | Konkurs                                        | Kategoria                                             | Rezultat   |
| ---- | ---------------------------------------------- | ----------------------------------------------------- | ---------- |
| 1996 | 33. Krajowy Festiwal Piosenki Polskiej w Opolu | Debiut (nagroda telewidzów)                           | Wygrana    |
| 2010 | TOPtrendy 2010                                 | Koncert Trendy ("Ich Dwoje")                          | 2. miejsce |
| 2010 | TOPtrendy 2010                                 | Koncert Trendy Nagroda Internautów ipla ("Ich Dwoje") | Wygrana    |
| 2022 | LIX Krajowy Festiwal Piosenki Polskiej w Opolu | Konkurs Premiery ("Z każdą chwilą złą)                | 2. miejsce |